# População judaica por país
No início de 2019, o "núcleo" da população judaica do mundo, aqueles que se identificavam como judeus acima de tudo, era estimado em 14,7 milhões (ou 0,2% dos 7,89 bilhões de humanos). A população judaica "conectada", incluindo aqueles que dizem ser parcialmente judeus ou que têm ascendência judaica de pelo menos um único pai judeu, além do núcleo da população judaica, era de 17,9 milhões. A "ampliada" população judaica, incluindo aqueles que dizem ter ascendência judaica, mas não um pai judeu, e todos os membros não judeus que vivem em famílias com judeus, além da população judia conectada, é de 20,9 milhões. Contando todos os "elegíveis" para a cidadania israelense sob a Lei de Retorno de Israel, além dos judeus israelenses, totalizou 23,7 milhões. 
Dois países, os Estados Unidos (51%) e Israel (30%), incluindo a Cisjordânia (2%), respondem por 81% daqueles reconhecidos como judeus ou de ascendência judaica suficiente para serem elegíveis para cidadania em Israel sob sua Lei do Retorno. França (3%), Canadá (3%), Rússia (3%), Reino Unido (2%), Argentina (1%), Alemanha (1%), Ucrânia (1%), Brasil (1%), Austrália (1%) e Hungria (1%) detêm 16% adicionais, e os 3% restantes estão espalhados por 98 países e territórios com menos de 0,5% cada. Com quase 6,8 milhões de judeus, Israel é o único estado de maioria judaica e explicitamente judeu
Em 1939, o núcleo da população judaica atingiu seu pico histórico de 17 milhões. Devido ao Holocausto, o número foi reduzido para 11 milhões em 1945. A população cresceu para cerca de 13 milhões na década de 1970 e registrou um crescimento próximo de zero até cerca de 2005, devido às baixas taxas de fecundidade e à assimilação .  De 2005 a 2018, a população judaica mundial cresceu em média 0,63% ao ano (enquanto a população mundial cresceu 1,1% ao ano no mesmo período). Esse aumento refletiu principalmente o rápido crescimento dos Haredi e de alguns setores ortodoxos, que estão se tornando uma proporção crescente de judeus.

## Tendências recentes
A recente dinâmica da população judaica é caracterizada por um aumento constante e contínuo da população judaica israelense e um número estável ou decrescente em outros países (a diáspora ). A população judaica de Israel aumentou de 630.000 no início do país em 1948 para 6.135.000 em 2014, enquanto a população da diáspora caiu de 10,5 para 8,1 milhões no mesmo período. A atual demografia judaica israelense é caracterizada por uma taxa de fertilidade relativamente alta de 3 filhos por mulher e uma distribuição de idade estável. A taxa de crescimento geral dos judeus em Israel é de 1,7% ao ano. Os países da diáspora, por outro lado, têm baixas taxas de natalidade judaica, uma composição por idade cada vez mais idosa e um saldo negativo de pessoas que deixaram o judaísmo em comparação com as que ingressaram.
As tendências de imigração também favorecem Israel à frente dos países da diáspora. O estado judeu tem um saldo positivo de imigração (chamado aliyah em hebraico). Israel viu seu número de judeus significativamente impulsionado por uma onda de um milhão de imigrantes judeus da ex- União Soviética na década de 1990, e o crescimento da imigração tem sido constante (na casa das dezenas de milhares) desde então. No resto do mundo, apenas os Estados Unidos, Canadá, Austrália e Alemanha tiveram um saldo recente positivo de migração judaica para fora de Israel. Em geral, o mundo moderno de língua inglesa viu um aumento em sua participação na diáspora desde o Holocausto e a fundação de Israel, enquanto as populações judaicas da diáspora histórica na Europa Oriental, Norte da África e Oriente Médio diminuíram significativamente ou desapareceram.
A França continua a abrigar a terceira maior comunidade judaica do mundo, com cerca de 500.000, mas tem mostrado uma tendência cada vez mais negativa. A longo prazo, os casamentos mistos reduziram sua população judaica "central" e aumentaram suas populações judaicas "conectadas" e "ampliadas". Mais recentemente, a perda de migração para Israel entre os judeus franceses chegou a dezenas de milhares entre 2014 e 2017, após uma onda de ataques anti-semitas.
De acordo com uma pesquisa do Pew Research Center de 2017, entre 2010 e 2015 "cerca de um milhão de bebês nasceram de mães judias e cerca de 600.000 judias morreram, o que significa que o aumento natural da população judaica - ou seja, o número de nascimentos menos o número de mortes - foi de 500.000 neste período ". De acordo com o mesmo estudo, nas próximas quatro décadas, o número de judeus em todo o mundo deverá aumentar de 14,2 milhões em 2015 para 20,3 milhões em 2060.

### Debate sobre os números dos Estados Unidos
O número de judeus nos Estados Unidos tem sido objeto de muito debate por causa de questões sobre a metodologia de contagem. Em 2012, Sheskin e Dashefsky apresentaram um número de 6,72 milhões com base em uma mistura de pesquisas locais, estimativas locais informadas e dados do censo dos Estados Unidos. Eles qualificaram sua estimativa com uma preocupação com a contagem dupla e sugeriram que o número real pode ficar entre 6 e 6,4 milhões. Com base em seu trabalho, o Steinhardt Social Research Institute divulgou sua própria estimativa de 6,8 milhões de judeus nos Estados Unidos em 2013. Esses números contrastam com o número de 5.425.000 do demógrafo israelense Sergio Della Pergola, também em 2012. Ele chamou as altas estimativas de "implausíveis" e "não confiáveis", embora tenha revisado o número de judeus dos Estados Unidos para cima para 5,7 milhões nos anos subsequentes.  Esta controvérsia seguiu um debate semelhante em 2001, quando o National Jewish Population Survey divulgou uma estimativa judaica dos Estados Unidos de apenas 5,2 milhões, apenas para ter erros metodológicos graves sugeridos em sua pesquisa.  Em suma, um intervalo de confiança de um milhão ou mais de pessoas provavelmente persistirá em relatar o número de judeus americanos.

## Por país
Abaixo está uma lista das populações judaicas no mundo por país. Todos os dados abaixo, exceto a última coluna, são do Berman Jewish DataBank da Universidade de Stanford no relatório da População Judaica Mundial (2018) coordenado por Sergio Della Pergola na Universidade Hebraica de Jerusalém . Os números do banco de dados judaico são baseados principalmente em censos nacionais combinados com análises de tendências. População judaica "central" refere-se àqueles que se consideram judeus com exclusão de tudo o mais. A população judaica "conectada", além da população judaica central, inclui aqueles que se dizem parcialmente judeus ou que têm ascendência judaica de pelo menos um pai judeu. A "ampliada" população judaica inclui a população judaica conectada e aqueles que dizem ter origem judaica, mas não são pais judeus, e todos os não-judeus que vivem em casas com judeus. A população judaica da Lei de Retorno inclui todos aqueles que têm direito à imigração para Israel de acordo com sua Lei de Retorno . Observe que os resultados abaixo podem não ser totalmente precisos, pois outras fontes podem ter relatos conflitantes de populações judaicas em certos países.
| Israel | 6 806 000                                |
| Estados Unidos | 5 200 000                                |
| França | 400 000 (2018)                           |
| Reino Unido | 289 500                                  |
| Argentina | 180 000 - 230 000 (2018)                 |
| Rússia | 140 312 (censo 2012)                     |
| Canadá | 144 570(censo 2016)                      |
| Austrália | 113 200(censo 2017)                      |
| Brasil | 107 329 (2010) Estimado 120 000          |
| Alemanha | 84 430                                   |
| México | 58 878 (INEGI 2021)                      |
| Ucrânia | 47 000 (2021)                            |
| África do Sul | 50.000 (estimado 2020)                   |
| Espanha | 43 102                                   |
| Países Baixos | 29 800                                   |
| Bélgica | 29 300                                   |
| Itália | 23 901 (2017)                            |
| Uruguai | 16 000(2019)                             |
| Suécia | 15 000                                   |
| Chile | 14 976 (2014)                            |
| Turquia | 14 600 (2020)                            |
| Bielorrússia | 13 705(censo 2019)                       |
| Hungria | 10 965(2005)                             |
| Roménia | 9200                                     |
| Azerbaijão | 8100                                     |
| Panamá | 8 000 (2019)                             |
| Suíça | 7 749                                    |
| Nova Zelândia | 6867(2016)                               |
| Dinamarca | 6400                                     |
| Venezuela | 6000(2019)                               |
| Irã | 5 111(2017)                              |
| Cazaquistão | 5281(2015 censo)                         |
| Letónia | 4700                                     |
| Índia | 4429(2015)                               |
| Grécia | 4200                                     |
| Chéquia | 3900                                     |
| Colômbia | 3436                                     |
| Uzbequistão | 3400                                     |
| Moldávia | 3400                                     |
| Polónia | 3200                                     |
| Costa Rica | 2500                                     |
| Marrocos | 1;000 (2020)                             |
| Eslováquia | 1999(2013)                               |
| Irlanda | 1984(2014)                               |
| Peru | 1900                                     |
| Porto Rico | 1500                                     |
| Geórgia | 1417 (censo 2016)                        |
| Lituânia | 1229 (censo 2014)                        |
| Finlândia | 1208 (censo 2011)                        |
| Paraguai | 1100                                     |
| Tunísia | 1100                                     |
| Japão | 1000                                     |
| China | 1000 (año 2020)                          |
| Guatemala | 900                                      |
| Singapura | 900                                      |
| Bulgária | 706 (censo 2012)                         |
| Sérvia | 578 (2013)                               |
| Croácia | 536(2014)                                |
| Cuba | 500                                      |
| U.S. Ilhas Virgens | 500                                      |
| Quirguistão | 400                                      |
| Bolívia | 390 (2020)                               |
| Quénia | 300                                      |
| Bahamas | 300                                      |
| Equador | 290                                      |
| Antilhas Holandesas | 200                                      |
| Jamaica | 200                                      |
| Suriname | 200                                      |
| Turquemenistão | 200                                      |
| Tailândia | 200                                      |
| Zimbabwe | 170                                      |
| El Salvador | 120                                      |
| Coreia do Sul | 100                                      |
| Taiwan | 100                                      |
| Etiópia | 100                                      |
| Filipinas | 100                                      |
| Namíbia | 100                                      |
| Nigéria | 100                                      |
| Congo | 100                                      |
| República Dominicana | 40                                       |
| Síria | 0 (los últimos fueron evacuados en 2016) |
| Iémen | 0 (los últimos fueron evacuados en 2017) |
| Egito | 6 (2016)                                 |
| Outros | 900                                      |
| Esta lista incorpora exclusivamente países com mais de 100 habitantes que se declararam judeus ou se percebem como tal.. |                                          |

### Populações remanescentes e desaparecidas
A tabela acima representa os judeus que somam pelo menos algumas dezenas por país. Existem relatos de comunidades judaicas que permaneceram em outros territórios na casa dos poucos dígitos que estão à beira de desaparecer, particularmente no mundo muçulmano, já que sua reação ao nascimento de Israel em 1948 foi a perseguição aos judeus em quase todas as terras muçulmanas; estes são freqüentemente de interesse histórico, pois representam o remanescente de populações judaicas muito maiores. Por exemplo, o Egito tinha uma comunidade judaica de 80.000 no início do século 20 que somava menos de 40 em 2014, principalmente por causa dos movimentos de expulsão forçada para Israel e outros países naquela época. O Afeganistão pode ter apenas um judeu sobrando, Zablon Simintov, apesar de uma história de 2.000 anos de presença judaica. Na Síria, outra antiga comunidade judaica viu um êxodo em massa no final do século 20 e contava com menos de 20 no meio da Guerra Civil Síria . O tamanho da comunidade judaica na Indonésia tem sido atribuído de 65, 100 ou 18 no máximo nos últimos 50 anos.

## Principais centros populacionais judaicos em todo o mundo

### População judaica por cidade

Visualização de áreas urbanas pela população judaica

Os censos em muitos países não registram antecedentes religiosos ou étnicos, levando à falta de certeza sobre o número exato da população judia.
 
| Cidade              | Pais           | Numero    |       |
| ------------------- | -------------- | --------- | ----- |
| Nova York           | Estados Unidos | 1,100,000 |       |
| Los Angeles         | Estados Unidos | 621,200   |       |
| Jerusalém           | Israel         | 546,100   |       |
| Miami               | Estados Unidos | 535,000   |       |
| Tel Aviv            | Israel         | 401,500   |       |
| São Francisco       | Estados Unidos | 391,550   |       |
| Chicago             | Estados Unidos | 291,800   |       |
| Paris               | França         | 277,000   |       |
| Boston              | Estados Unidos | 248,000   |       |
| Rishon LeZion       | Israel         | 229,300   |       |
| Petah Tikva         | Israel         | 220,900   |       |
| Haifa               | Israel         | 217,600   |       |
| Washington, D.C.    | Estados Unidos | 215,600   |       |
| Filadélfia          | Estados Unidos | 214,600   |       |
| Asdode              | Israel         | 200,400   |       |
| Netanya             | Israel         | 196,300   |       |
| Toronto             | Canadá         | 188,710   |       |
| Be'er Sheva         | Israel         | 181,000   |       |
| Buenos Aires        | Argentina      | 180,000   |       |
| Ramat Gan           | Israel         | 175,000   |       |
| Atlanta             | Estados Unidos | 170,000   |       |
| Moscou              | Rússia         | 165,000   |       |
| Londres             | Reino Unido    | 160,000   |       |
| San Diego           | Estados Unidos | 100,000   |       |
| Montreal            | Canadá         | 90,780    |       |
| Cleveland           | Estados Unidos | 86,600    |       |
| Denver              | Estados Unidos | 83,900    |       |
| Phoenix             | Estados Unidos | 82,900    |       |
| Las Vegas           | Estados Unidos | 80,000    |       |
| Budapeste           | Hungria        | 80,000    |       |
| São Paulo           | Brasil         | 75,000    |       |
| Detroit             | Estados Unidos | 71,750    |       |
| Marselha            | França         | 70,000    |       |
| Minneapolis-St Paul | Estados Unidos | 64,800    |       |
| Seattle             | Estados Unidos | 63,400    |       |
| Dallas              | Estados Unidos | 57,800    |       |
| Melbourne           | Austrália      | 55,643    |       |
| St. Louis           | Estados Unidos | 54,500    |       |
| Tampa               | Estados Unidos | 51,100    |       |
| Sydney              | Austrália      | 50,000    |       |
| Joanesburgo         | África do Sul  | 50,000    |       |
| Houston             | Estados Unidos | 48,400    |       |
| Portland            | Estados Unidos | 47,500    |       |
| Pittsburgh          | Estados Unidos | 42,200    |       |
| São Petesburgo      | Rússia         | 40,000    |       |
| Rio de Janeiro      | Brasil         | 40,000    |       |
| Cidade do México    | México         | 39,777    |       |
| Hartford            | Estados Unidos | 34,500    |       |
| New Haven           | Estados Unidos | 29,700    |       |
| Cincinnati          | Estados Unidos | 27,000    |       |
| Vancouver           | Canadá         | 26,255    |       |
| Milwaukee           | Estados Unidos | 25,800    |       |
| Manchester          | Reino Unido    | 25,000    |       |
| Berlim              | Alemanha       | 25,000    |       |
| Lyon                | França         | 25,000    |       |
| Istambul            | Turquia        | 24,000    |       |
| Toulouse            | França         | 23,000    |       |
| Tucson              | Estados Unidos | 22,900    |       |
| Rochester           | Estados Unidos | 22,500    |       |
| Columbus            | Estados Unidos | 22,500    |       |
| Perth               | Austrália      | 20,000    |       |
| Montevidéu          | Uruguai        | 20,000    |       |
| Amsterdã            | Países Baixos  | 20,000    |       |
| Antuérpia           | Bélgica        | 20,000    |       |
| Bruxelas            | Bélgica        | 20,000    |       |
| Nice                | França         | 20,000    |       |
| Kansas City         | Estados Unidos | 19,000    |       |
| Orlando             | Estados Unidos | 19,000    |       |
| Kyiv                | Ucrânia        | 17,900    |       |
| Austin              | Estados Unidos | 16,300    |       |
| Strasbourg          | França         | 16,000    |       |
| Cidade do Cabo      | África do Sul  | 16,000    |       |
| Porto Alegre        | Brasil         | 15,000    |       |
| Jacksonville        | Estados Unidos | 15,000    |       |
| Cidade do Panamá    | Panamá         | 15,000    |       |
| Providence          | Estados Unidos | 14,200    |       |
| Ottawa              | Canadá         | 14,010    |       |
| Winnipeg            | Canadá         | 13,690    |       |
| Roma                | Itália         | 13,000    |       |
| Buffalo             | Estados Unidos | 13,000    |       |
| San Antonio         | Estados Unidos | 12,740    |       |
| Richmond            | Estados Unidos | 12,500    |       |
| Albany              | Estados Unidos | 12,500    |       |
| Charlotte           | Estados Unidos | 12,000    |       |
| Nova Orleans        | Estados Unidos | 12,000    |       |
| Munique             | Alemanha       | 11,000    |       |
| Nashville           | Estados Unidos | 11,000    |       |
| Frankfurt           | Alemanha       | 10,500    |       |
| Indianápolis        | Estados Unidos | 10,000    |       |
| Córdoba             | Argentina      | 9,000     |       |
| Estocolmo           | Suécia         | 9,000     |       |
| Louisville          | Estados Unidos | 8,700     |       |
| Calgary             | Canadá         | 8,335     |       |
| Milão               | Itália         | 8,000     |       |
| Rosario             | Argentina      | 8,000     |       |
| Leeds               | Reino Unido    | 8,000     |       |
| Grenoble            | França         | 8,000     |       |
| Viena               | Áustria        |           | 7,000 |
| Chapel Hill         | Estados Unidos | 6,000     |       |
| Raleigh             | Estados Unidos | 6,000     |       |
| Zurique             | Suíça          | 6,000     |       |
| Edmonton            | Canadá         | 5,550     |       |
| Birmingham          | Estados Unidos | 5,300     |       |
| Hong Kong           | Hong Kong      | 5,000     |       |
| El Paso             | Estados Unidos | 5,000     |       |
| Madison             | Estados Unidos | 5,000     |       |
| Santa Fé            | Argentina      | 5,000     |       |
| Bogotá              | Colômbia       | 5,500     |       |
| Metz                | França         | 4,000     |       |
| Nancy               | França         | 4,000     |       |
| Dayton              | Estados Unidos | 4,000     |       |
| Toledo              | Estados Unidos | 3,900     |       |
| Glasgow             | Reino Unido    | 3,500     |       |
| Youngstown          | Estados Unidos | 3,200     |       |
| Praga               | Tchéquia       | 3,000     |       |
| Greensboro          | Estados Unidos | 3,000     |       |
| Durban              | África do Sul  | 2,700     |       |
| Chișinău            | Moldávia       | 2,649     |       |
| Bucareste           | Romênia        | 2,481     |       |
| Brisbane            | Austrália      | 2,195     |       |
| Curitiba            | Brasil         | 1,774     |       |
| Belo Horizonte      | Brasil         | 1,714     |       |
| İzmir               | Turquia        | 1,500     |       |
| Pretória            | África do Sul  | 1,500     |       |
| Dublin              | Irlanda        | 1,439     |       |
| Recife              | Brasil         | 1,300     |       |
| Helsinque           | Finlândia      | 1,200     |       |
| Montgomery          | Estados Unidos | 1,200     |       |
| Brasília            | Brasil         | 1,103     |       |
| Florença            | Itália         | 1,000     |       |
| Casablanca          | Marrocos       | 1,000     |       |
| Assunção            | Paraguai       | 1,000     |       |
| Guadalajara         | México         | 900       |       |
| Bratislava          | Eslováquia     | 800       |       |
| Monterrey           | México         | 500       |       |

### População judaica por cidades e vilas como porcentagem da população total
A lista não inclui cidades de Israel. 
| City                          | Country        | Percent | Number    |
| ----------------------------- | -------------- | ------- | --------- |
| Qırmızı Qəsəbə                | Azerbaijão     | 100     | 3,300     |
| Kiryas Joel                   | Estados Unidos | 99      | 22,000    |
| Deal[carece de fontes?]       | Estados Unidos | 91      | 600       |
| Beachwood                     | Estados Unidos | 90.4    | 10,700    |
| Hampstead                     | Canadá         | 74.2    | 5,170     |
| Côte-Saint-Luc                | Canadá         | 69.1    | 20,146    |
| Lakewood                      | Estados Unidos | 59      | 59,607    |
| Teaneck                       | Estados Unidos | 50      | 18,000    |
| Livingston[carece de fontes?] | Estados Unidos | 46      | 12,600    |
| Caulfield North               | Austrália      | 41.4    | 6,319     |
| Caulfield South               | Austrália      | 33.9    | 4,008     |
| Rose Bay                      | Austrália      | 27.3    | 2,744     |
| Sarcelles                     | França         | 25      | 15,000    |
| Mercer Island                 | Estados Unidos | 25      | 5,000     |
| St Kilda East                 | Austrália      | 24.8    | 3,246     |
| Créteil                       | França         | 24.4    | 22,000    |
| Vaucluse                      | Austrália      | 23.2    | 2,163     |
| Westmount                     | Canadá         | 23.2    | 4,495     |
| Bellevue Hill                 | Austrália      | 21.4    | 2,300     |
| Dollard-des-Ormeaux           | Canadá         | 21.1    | 10,115    |
| Vaughan                       | Canadá         | 18.2    | 33,090    |
| Elsternwick                   | Austrália      | 17.8    | 1,846     |
| Montreal West                 | Canadá         | 13.8    | 710       |
| Newton                        | Estados Unidos | 21      | 18,000    |
| Nova York                     | Estados Unidos | 18      | 1,540,000 |
| Bondi                         | Austrália      | 12.7    | 1,272     |
| Los Angeles                   | Estados Unidos | 12.5    | 519,000   |
| Mount Royal                   | Canadá         | 12.0    | 2,205     |
| San José                      | Estados Unidos | 4       | 40,000    |
| Marselha                      |                | 9       | 70,000    |
| Buenos Aires                  | Argentina      | 8.22    | 244,000   |
| Newton Mearns                 | Reino Unido    | 5.98    | 1,431     |
| Filadélfia                    | Estados Unidos | 4.89    | 276,000   |
| Toronto                       | Canadá         | 4.21    | 103,500   |